# Eugenio Di Rienzo
Pio Eugenio Di Rienzo (Roma, 13 ottobre 1952) è uno storico italiano.

## Biografia
Nel 1976 si è laureato in Lettere moderne all'Università di Roma. Entrato come ricercatore alla Facoltà di Magistero dell'Università degli Studi di Salerno, vi ha insegnato Storia delle dottrine politiche dal 1991 al 1998 e Storia moderna dal 1998 al 2006. Dal 2006 professore ordinario di Storia moderna presso la Facoltà di Scienze politiche dell'Università La Sapienza di Roma. È direttore di Nuova rivista storica e membro del comitato scientifico di Geopolitica. Collabora alle pagine culturali de Il Giornale.
Nel 2004 ha pubblicato il saggio Un dopoguerra storiografico, in cui sono esaminate le vicende umane e professionali degli storici italiani in seguito alla transizione dal fascismo alla Repubblica, con particolare attenzione verso la figura di Gioacchino Volpe, che essendo stato il massimo esponente della storiografia negli anni del regime fu radiato dall'insegnamento nel 1945, sebbene fosse riconosciuto come maestro anche da diverse personalità dell'antifascismo (Gaetano Salvemini lo aveva definito «il miglior storico della mia generazione»). Secondo Di Rienzo, Volpe fu il capro espiatorio di una generazione di storici tutti a vario titolo compromessi con il fascismo. Nella seconda parte del volume, si evidenziano i vani sforzi di Federico Chabod – allievo e amico di Volpe pur nella lontananza delle rispettive posizioni politico-ideologiche (Chabod era stato presidente del CLN della Valle d'Aosta) – volti a ottenere il reintegro del maestro.
L'opera ha alimentato un dibattito tra studiosi a cui hanno partecipato, tra gli altri, Ernesto Galli della Loggia, Gennaro Sasso, Angelo D'Orsi e Mario Isnenghi.
Ha scritto nel 2010 una biografia di Napoleone III, in cui ne rivaluta l'operato attribuendogli il merito di aver dato avvio agli eventi che portarono all'unità d'Italia. L'opera è giudicata da Paolo Mieli «il primo esauriente studio italiano» sulla figura del fondatore del Secondo Impero francese. Il medievalista Franco Cardini ha dedicato a Di Rienzo un suo studio sull'imperatore francese, edito lo stesso anno, con le parole: «studioso autentico di Luigi Napoleone, con la doverosa riconoscenza di un onesto dilettante».

## Opere
- La morte del carnevale. Religione e impostura nella Francia del Cinquecento, Roma, Bulzoni editore, 1989. ISBN 88-71-19043-2.
- Alle origini della Francia contemporanea. Economia, politica e società nel pensiero di André Morellet: 1756-1819, Napoli, Edizioni Scientifiche Italiane, 1994. ISBN 88-71-04722-2.
- Marc-Antoine Jullien de Paris (1789-1848). Una biografia politica, Napoli, Guida Editori, 1999. ISBN 88-71-88399-3.
- L'aquila e il berretto frigio. Per una storia del movimento democratico in Francia da Brumaio ai Cento giorni, Napoli, Edizioni Scientifiche Italiane, 2001. ISBN 88-49-50262-1.
- Un dopoguerra storiografico. Storici italiani tra guerra civile e Repubblica, Firenze, Le Lettere, 2004. ISBN 88-71-66813-8. Recensita da Ernesto Galli della Loggia per il Corriere della Sera.[1]
- Sguardi sul Settecento. Le ragioni della politica tra antico regime e rivoluzione, Napoli, Guida Editori, 2005.
- Il diritto delle armi. Guerra e politica nell'Europa moderna, Milano, FrancoAngeli, 2005. ISBN 88-46-47036-2.
- Storia d'Italia e identità nazionale. Dalla Grande Guerra alla Repubblica, Firenze, Le Lettere, 2006. ISBN 88-71-66986-X. Recensita da Mirella Serri per La Stampa.[7]
- Sguardi sul Settecento. Le ragioni della politica tra antico regime e rivoluzione, Napoli, Guida Editori, 2007.
- La storia e l'azione. Vita politica di Gioacchino Volpe,  Firenze, Le Lettere, 2008. ISBN 88-60-87106-9. Finalista della sezione divulgativa del Premio Acqui Storia.[8]
- Napoleone III. Una biografia politica, Roma, Salerno Editrice, 2010. ISBN 978-88-840-2693-4.
- Il Regno delle Due Sicilie e le potenze europee. 1830-1861, Soveria Manelli, Rubbettino Editore, 2011. ISBN 978-88-498-3225-9. Recensita da Paolo Mieli per il Corriere della Sera.[9]
- E. De Rienzo - Emilio Gin, Le potenze dell'Asse e l'Unione Sovietica 1939-1945, Soveria Manelli, Rubbettino, 2013, ISBN 978-88-498-3696-7.
- Afghanistan. Il grande gioco 1914-1947, Aculei, Roma, Salerno Editrice, 2014, ISBN 978-88-840-2926-3.
- Il conflitto russo-ucraino. Geopolitica del nuovo (dis)ordine  mondiale, Collana Saggi, Soveria Manelli, Rubbettino, 2015, ISBN 978-88-49-84357-6.
- L'Europa e la "Questione Napoletana" 1861-1870. In appendice Il discorso di Lord Lennox alla Camera dei Comuni dell'8 maggio 1863, Nocera Superiore, D'Amico Editore, 2016,  ISBN 978-88-998-2100-5. Recensita da Giuseppe Galasso per il Corriere del Mezzogiorno.[10]
- Ciano. Vita pubblica e privata del "genero di regime" nell'Italia del Ventennio nero, Collana Profili, Roma, Salerno Editrice, 2018, ISBN 978-88-697-3342-0.
- Giuseppe Galasso storico e maestro, Società Editrice Dante Alighieri, 2019, ISBN 978-88-534-3435-7.
- Benedetto Croce. Gli anni dello scontento 1943-1948, Soveria Manelli, Rubbettino, 2019, ISBN 978-88-498-5774-0.
- Il brigantaggio post-unitario come problema storiografico. In appendice Tommaso Cava, Analisi politico del brigantaggio attuale nell'Italia meridionale, Nocera Superiore, D'Amico, 2019, ISBN 9788899821517. Recensito da Aurelio Musi per la Repubblica. https://www.repubblica.it/cultura/2020/12/27/news/brigantaggio_prima_guerra_civile_italiana-279486718/
- L'ora delle decisioni irrevocabili. Come l'Italia entrò nella seconda guerra mondiale. Soveria Manelli, Rubettino, 2024.
- Un'altra Resistenza. La diplomazia italiana dopo l'8 settembre 1943. Soveria Manelli, Rubettino, 2024.

Per il Dizionario Biografico degli Italiani dell'Istituto dell'Enciclopedia Italiana ha scritto diverse voci relative a personalità del Regno di Napoli vissute tra il XVII e il XVIII secolo: Niccolò Fraggianni, Celestino Galiani, Gaetano Gambacorta, Costantino Gatta, Biagio Garofalo e Domenico Gentile.